# Allobates picachos
Allobates picachos е вид земноводно от семейство Aromobatidae.

## Разпространение
Видът е разпространен в Колумбия.